# Grace Gao (bádminton)
Grace Gao (Pekín, China, 17 de octubre de 1989) es una deportista canadiense que compitió en bádminton. Ganó dos medallas en los Juegos Panamericanos de 2011, oro en dobles mixto y bronce en dobles.

## Palmarés internacional
| Juegos Panamericanos | Juegos Panamericanos | Juegos Panamericanos | Juegos Panamericanos |
| Año                  | Lugar                | Medalla              | Prueba               |
| -------------------- | -------------------- | -------------------- | -------------------- |
| 2011                 | Guadalajara (México) | Medalla de oro       | Dobles mixto         |
| 2011                 | Guadalajara (México) | Medalla de bronce    | Dobles               |